# Stenocranus fallax
Stenocranus fallax är en insektsart som beskrevs av Matsumura 1935. Stenocranus fallax ingår i släktet Stenocranus och familjen sporrstritar. Inga underarter finns listade i Catalogue of Life.